# Newcastle United Football Club 2015-2016
Questa pagina raccoglie i dati riguardanti il Newcastle United Football Club nelle competizioni ufficiali della stagione 2015-2016.

## Stagione
La stagione 2015-2016 è la sesta stagione consecutiva del Newcastle United in Premier League, nel loro 123º anno di storia. I Magpies, vengono dalla salvezza ottenuta nella scorsa stagione dopo la vittoria per 2-0 contro il West Ham il 24 maggio 2015.
Il 4 giugno il Newcastle annuncia il programma di pre-season, che si terrà dal 10 luglio sino al 1º agosto. Il pre-season inizia con la partita amichevole contro il Gateshead (club di National League), per proseguire con il tour negli Stati Uniti contro Atlas, Sacramento e Portland Timbers 2. Di ritorno in Inghilterra, conclude il pre-season con le amichevoli contro lo York City (che disputa il campionato di Football League Two) e il Borussia Mönchengladbach (militante in Bundesliga).
Il 10 giugno 2015 il Newcastle nomina come nuovo manager Steve McClaren, al ritorno in Premier League, con cui firma un contratto triennale.
Dopo la sconfitta casalinga per 3-1 contro il Bournemouth, Steve McClaren viene esonerato con la squadra al penultimo posto in classifica. In seguito al licenziamento di McClaren, l'11 marzo 2016 Rafael Benítez viene nominato nuovo allenatore dei Magpies fino al termine della stagione.
Nonostante ciò, a una giornata dal termine della stagione la squadra si vede costretta a scontare un'evitabile retrocessione, che viene ufficialmente decretata dalla vittoria casalinga del Sunderland contro l'Everton per 3-0 allo Stadium Of Light.

## Maglie e sponsor
Lo sponsor tecnico per la stagione 2015-2016 è, per la sesta stagione di fila, Puma, mentre come sponsor tecnico viene confermato Wonga, al quarto anno con i Magpies.
|  | Casa | Trasferta | Terza maglia |

## Rosa
Rosa, numerazione e ruoli, tratti dal sito ufficiale, sono aggiornati al 5 maggio 2016.
| N. |                         | Ruolo | Calciatore          |
| -- | ----------------------- | ----- | ------------------- |
| 1  | Paesi Bassi (bandiera)  | P     | Tim Krul            |
| 2  | Argentina (bandiera)    | D     | Fabricio Coloccini  |
| 3  | Galles (bandiera)       | D     | Paul Dummett        |
| 4  | Inghilterra (bandiera)  | C     | Jack Colback        |
| 5  | Paesi Bassi (bandiera)  | C     | Georginio Wijnaldum |
| 7  | Francia (bandiera)      | C     | Moussa Sissoko      |
| 8  | Paesi Bassi (bandiera)  | C     | Vurnon Anita        |
| 9  | Senegal (bandiera)      | A     | Papiss Cissé        |
| 10 | Paesi Bassi (bandiera)  | C     | Siem de Jong        |
| 11 | Francia (bandiera)      | A     | Yoan Gouffran       |
| 12 | Inghilterra (bandiera)  | C     | Jonjo Shelvey       |
| 15 | Inghilterra (bandiera)  | D     | Jamaal Lascelles    |
| 16 | Inghilterra (bandiera)  | C     | Rolando Aarons      |
| 17 | Spagna (bandiera)       | A     | Ayoze Pérez         |
| 18 | RD del Congo (bandiera) | D     | Chancel Mbemba      |

| N. |                           | Ruolo | Calciatore          |
| -- | ------------------------- | ----- | ------------------- |
| 19 | Francia (bandiera)        | D     | Massadio Haïdara    |
| 21 | Irlanda (bandiera)        | P     | Rob Elliot          |
| 22 | Paesi Bassi (bandiera)    | D     | Daryl Janmaat       |
| 23 | Francia (bandiera)        | C     | Henri Saivet        |
| 24 | Costa d'Avorio (bandiera) | C     | Cheik Tioté         |
| 25 | Inghilterra (bandiera)    | C     | Andros Townsend     |
| 26 | Inghilterra (bandiera)    | P     | Karl Darlow         |
| 27 | Inghilterra (bandiera)    | D     | Steven Taylor       |
| 28 | Costa d'Avorio (bandiera) | A     | Seydou Doumbia      |
| 29 | Francia (bandiera)        | A     | Emmanuel Rivière    |
| 33 | Australia (bandiera)      | D     | Curtis Good         |
| 41 | Inghilterra (bandiera)    | P     | Freddie Woodman     |
| 43 | Svizzera (bandiera)       | D     | Kevin Mbabu         |
| 45 | Serbia (bandiera)         | A     | Aleksandar Mitrović |

## Calciomercato

### Sessione estiva(dall'1/7 all'1/9)
| Acquisti | Acquisti            | Acquisti            | Acquisti                |
| R.       | Nome                | da                  | Modalità                |
| -------- | ------------------- | ------------------- | ----------------------- |
| C        | Georginio Wijnaldum | PSV                 | definitivo (14,5 mln £) |
| A        | Aleksandar Mitrović | Anderlecht          | definitivo (13 mln £)   |
| D        | Chancel Mbemba      | Anderlecht          | definitivo (8,5 mln £)  |
| A        | Ivan Toney          | Northampton Town    | definitivo (500.000 £)  |
| C        | Florian Thauvin     | Olympique Marsiglia | definitivo (12 mln £)   |

| Cessioni | Cessioni        | Cessioni            | Cessioni                   |
| R.       | Nome            | a                   | Modalità                   |
| -------- | --------------- | ------------------- | -------------------------- |
| D        | Davide Santon   | Inter               | definitivo (3,26 mln £)    |
| D        | Remie Streete   | Port Vale           | svincolato                 |
| A        | Adam Campbell   | Notts County        | svincolato                 |
| D        | Ryan Taylor     | Hull City           | svincolato                 |
| P        | Jak Alnwick     | Motherwell          | svincolato                 |
| C        | Mehdi Abeid     | Panathīnaïkos       | definitivo (1,5 mln £)     |
| C        | Oliver Kemen    | Olympique Lione     | definitivo                 |
| C        | Jonás Gutiérrez | Deportivo La Coruña | svincolato                 |
| C        | Sammy Ameobi    | Cardiff City        | prestito                   |
| A        | Adam Armstrong  | Coventry City       | prestito                   |
| P        | Freddie Woodman | Crawley Town        | prestito (fino al 3/1/16)  |
| C        | Shane Ferguson  | Millwall            | prestito (fino al 23/1/16) |
| C        | Rémy Cabella    | Olympique Marsiglia | prestito                   |
| C        | Haris Vučkić    | Wigan               | prestito                   |

### Operazioni tra le due sessioni
| Cessioni | Cessioni        | Cessioni      | Cessioni                   |
| R.       | Nome            | a             | Modalità                   |
| -------- | --------------- | ------------- | -------------------------- |
| D        | Mike Williamson | Wolverhampton | prestito (fino al 16/1/16) |
| A        | Ivan Toney      | Barnsley      | prestito (fino al 9/1/16)  |
| C        | Gaël Bigirimana | Coventry City | prestito                   |

### Sessione invernale(dal 4/1 al 1/2)
| Acquisti | Acquisti        | Acquisti     | Acquisti                |
| R.       | Nome            | da           | Modalità                |
| -------- | --------------- | ------------ | ----------------------- |
| C        | Henri Saivet    | Bordeaux     | definitivo (5 mln £)    |
| C        | Jonjo Shelvey   | Swansea City | definitivo (12 mln £)   |
| C        | Andros Townsend | Tottenham    | definitivo (12,5 mln £) |
| A        | Seydou Doumbia  | Roma         | prestito                |

| Cessioni | Cessioni        | Cessioni            | Cessioni               |
| R.       | Nome            | a                   | Modalità               |
| -------- | --------------- | ------------------- | ---------------------- |
| D        | Ľubo Šatka      | York City           | prestito               |
| C        | Florian Thauvin | Olympique Marsiglia | prestito               |
| D        | Shane Ferguson  | Millwall            | definitivo             |
| D        | Mike Williamson | Wolverhampton       | definitivo (250.000 £) |

### Trasferimenti dopo la sessione invernale
| Cessioni | Cessioni         | Cessioni | Cessioni                    |
| R.       | Nome             | a        | Modalità                    |
| -------- | ---------------- | -------- | --------------------------- |
| C        | Ivan Toney       | Barnsley | prestito (fino all' 8/5/16) |
| C        | Gabriel Obertan  |          | svincolato                  |
| C        | Sylvain Marveaux |          | svincolato                  |

## Risultati

### Premier League

#### Girone di andata
| Arbitro: | Pawson |

|                         |           |                    |
| Cissé 42’ Wijnaldum 48’ | Marcatori | 24’ Pellè 79’ Long |

| Arbitro: | M. Jones |

|                      |           |  |
| Gomis 9’ A. Ayew 52’ | Marcatori |  |

| Manchester 22 agosto 2015, ore 12:45 WEST 3ª giornata | Manchester Utd | 0 – 0 referto | Newcastle Utd | Old Trafford (75 354 spett.)\| Arbitro: \| Pawson \| |
| Arbitro:                                              | Pawson         |               |               |                                                      |

| Arbitro: | Marriner |

|  |           |                      |
|  | Marcatori | 52’ (aut.) Coloccini |

| Arbitro: | Taylor |

|               |           |  |
| Payet 9’, 48’ | Marcatori |  |

| Arbitro: | East |

|             |           |                 |
| Janmaat 62’ | Marcatori | 10’, 28’ Ighalo |

| Arbitro: | Atkinson |

|                         |           |                         |
| Ayoze 42’ Wijnaldum 60’ | Marcatori | 79’ Ramires 86’ Willian |

| Arbitro: | Friend |

|                                              |           |              |
| Agüero 42’, 49’, 50’, 60’, 62’ De Bruyne 53’ | Marcatori | 18’ Mitrović |

| Arbitro: | Taylor |

|                                                     |           |                         |
| Wijnaldum 14’, 26’, 66’, 85’ Ayoze 33’ Mitrović 64’ | Marcatori | 20’ Mbokani 34’ Redmond |

| Arbitro: | R. Madley |

|                                                   |           |  |
| A. Johnson 45+3’ (rig.) B. Jones 65’ Fletcher 86’ | Marcatori |  |

| Newcastle upon Tyne 31 ottobre 2015, ore 12:00 WET 11ª giornata | Newcastle Utd | 0 – 0 referto | Stoke City | St James' Park (47 139 spett.)\| Arbitro: \| East \| |
| Arbitro:                                                        | East          |               |            |                                                      |

| Arbitro: | Mason |

|  |           |           |
|  | Marcatori | 27’ Ayoze |

| Arbitro: | M. Jones |

|  |           |                                   |
|  | Marcatori | 45+1’ Vardy 62’ Ulloa 83’ Okazaki |

| Arbitro: | Attwell |

|                                               |           |           |
| McArthur 14’, 90+3’ Bolasie 17’, 47’ Zaha 41’ | Marcatori | 10’ Cissé |

| Arbitro: | Marriner |

|                                   |           |  |
| Škrtel 69’ (aut.) Wijnaldum 90+3’ | Marcatori |  |

| Arbitro: | East |

|          |           |                          |
| Dier 39’ | Marcatori | 74’ Mitrović 90+3’ Ayoze |

| Arbitro: | Atkinson |

|               |           |             |
| Coloccini 38’ | Marcatori | 61’ J. Ayew |

| Arbitro: | Mason |

|  |           |                 |
|  | Marcatori | 90+3’ Cleverley |

| Arbitro: | M. Jones |

|              |           |  |
| Fletcher 78’ | Marcatori |  |

#### Girone di ritorno
| Arbitro: | Taylor |

|               |           |  |
| Koscielny 72’ | Marcatori |  |

| Arbitro: | Dean |

|                                               |           |                                   |
| Wijnaldum 42’ Mitrović 67’ (rig.) Dummett 90’ | Marcatori | 9’ (rig.), 79’ Rooney 38’ Lingard |

| Arbitro: | Swarbrick |

|                        |           |             |
| Ayoze 6’ Wijnaldum 16’ | Marcatori | 49’ Jelavić |

| Arbitro: | Marriner |

|                         |           |               |
| Ighalo 46’ Cathcart 58’ | Marcatori | 71’ Lascelles |

| Arbitro: | Pawson |

|                                             |           |  |
| Lennon 23’ Barkley 88’ (rig.), 90+4’ (rig.) | Marcatori |  |

| Arbitro: | Mason |

|              |           |  |
| Mitrović 32’ | Marcatori |  |

| Arbitro: | East |

|                                                     |           |              |
| Diego Costa 5’ Pedro 9’, 59’ Willian 17’ Traoré 83’ | Marcatori | 90’ Townsend |

| Arbitro: | Swarbrick |

|             |           |  |
| Shaqiri 80’ | Marcatori |  |

| Arbitro: | Tierney |

|           |           |                                             |
| Ayoze 80’ | Marcatori | 28’ (aut.) S. Taylor 70’ King 90+2’ Daniels |

| Arbitro: | Pawson |

|             |           |  |
| Okazaki 25’ | Marcatori |  |

| Arbitro: | Atkinson |

|              |           |           |
| Mitrović 83’ | Marcatori | 44’ Defoe |

| Arbitro: | Dean |

|                                            |           |                          |
| T. Klose 45+2’ Mbokani 74’ M. Olsson 90+3’ | Marcatori | 71’, 86’ (rig.) Mitrović |

| Arbitro: | R. Madley |

|                               |           |              |
| Long 4’ Pellè 38’ Wanyama 55’ | Marcatori | 65’ Townsend |

| Arbitro: | Mason |

|                                        |           |  |
| Lascelles 40’ Sissoko 82’ Townsend 89’ | Marcatori |  |

| Arbitro: | Friend |

|           |           |            |
| Anita 31’ | Marcatori | 14’ Agüero |

| Arbitro: | Marriner |

|                          |           |                       |
| Sturridge 2’ Lallana 30’ | Marcatori | 48’ Cissé 66’ Colback |

| Arbitro: | Dean |

|              |           |  |
| Townsend 58’ | Marcatori |  |

| Birmingham 7 maggio 2016, ore 15:00 WEST 37ª giornata | Aston Villa | 0 – 0 referto | Newcastle Utd | Villa Park (33 055 spett.)\| Arbitro: \| R. Madley \| |
| Arbitro:                                              | R. Madley   |               |               |                                                       |

| Arbitro: | Taylor |

|                                                               |           |            |
| Wijnaldum 19’, 73’ (rig.) Mitrović 39’ Aarons 84’ Janmaat 86’ | Marcatori | 60’ Lamela |

### FA Cup
| Arbitro: | East |

|            |           |  |
| Deeney 44’ | Marcatori |  |

### Football League Cup
| Arbitro: | Coote |

|                                                     |           |                     |
| Thauvin 3’ S. de Jong 8’ Janmaat 56’ Williamson 63’ | Marcatori | 10’ (rig.) Richards |

| Arbitro: | Kavanagh |

|  |           |             |
|  | Marcatori | 76’ McGugan |

## Statistiche

### Statistiche di squadra
| Competizione   | Punti | In casa | In casa | In casa | In casa | In casa | In casa | In trasferta | In trasferta | In trasferta | In trasferta | In trasferta | In trasferta | Totale | Totale | Totale | Totale | Totale | Totale | DR  |
| Competizione   | Punti | G       | V       | N       | P       | Gf      | Gs      | G            | V            | N            | P            | Gf           | Gs           | G      | V      | N      | P      | Gf     | Gs     | DR  |
| -------------- | ----- | ------- | ------- | ------- | ------- | ------- | ------- | ------------ | ------------ | ------------ | ------------ | ------------ | ------------ | ------ | ------ | ------ | ------ | ------ | ------ | --- |
| Premier League | 37    | 19      | 7       | 7       | 5       | 32      | 24      | 19           | 2            | 3            | 14           | 12           | 41           | 38     | 9      | 10     | 19     | 44     | 65     | -21 |
| FA Cup         | -     | 0       | 0       | 0       | 0       | 0       | 0       | 1            | 0            | 0            | 1            | 0            | 1            | 1      | 0      | 0      | 1      | 0      | 1      | -1  |
| League Cup     | -     | 2       | 1       | 0       | 1       | 4       | 2       | 0            | 0            | 0            | 0            | 0            | 0            | 4      | 3      | 0      | 1      | 6      | 6      | 0   |
| Totale         | 39    | 21      | 8       | 7       | 5       | 36      | 26      | 20           | 2            | 3            | 15           | 12           | 42           | 43     | 12     | 10     | 21     | 50     | 72     | -22 |

### Andamento in campionato
| Giornata  | 1 | 2  | 3  | 4  | 5  | 6  | 7  | 8  | 9  | 10 | 11 | 12 | 13 | 14 | 15 | 16 | 17 | 18 | 19 | 20 | 21 | 22 | 23 | 24 | 25 | 26 | 27 | 28 | 29 | 30 | 31 | 32 | 33 | 34 | 35 | 36 | 37 | 38 |
| --------- | - | -- | -- | -- | -- | -- | -- | -- | -- | -- | -- | -- | -- | -- | -- | -- | -- | -- | -- | -- | -- | -- | -- | -- | -- | -- | -- | -- | -- | -- | -- | -- | -- | -- | -- | -- | -- | -- |
| Luogo     | C | T  | T  | C  | T  | C  | C  | T  | C  | T  | C  | T  | C  | T  | C  | T  | C  | C  | T  | T  | C  | C  | T  | T  | C  | T  | C  | T  | C  | T  | C  | T  | T  | C  | T  | C  | T  | C  |
| Risultato | N | P  | N  | P  | P  | P  | N  | P  | V  | P  | N  | V  | P  | P  | V  | V  | N  | P  | P  | P  | N  | V  | P  | P  | V  | P  | N  | P  | P  | P  | N  | P  | 9  | V  | N  | V  | N  | V  |
| Posizione | 8 | 15 | 17 | 19 | 20 | 19 | 19 | 20 | 18 | 19 | 18 | 17 | 17 | 19 | 18 | 15 | 17 | 18 | 18 | 18 | 19 | 18 | 18 | 18 | 17 | 18 | 17 | 17 | 18 | 19 | 19 | 19 | 19 | 19 | 19 | 19 | 18 | 18 |

Fonte:  Premier League – Classifiche, su worldfootball.net.
Legenda:

Luogo: C = Casa; T = Trasferta. Risultato: V = Vittoria; N = Pareggio; P = Sconfitta.